# Австралийская лига прав
Австралийская лига прав (англ. The Australian League of Rights) — ультраправая антисемитская политическая организация в Австралии. Она была основана в Аделаиде, штат Южная Австралия, Эриком Батлером в 1946 году.

## История
Лига была основана журналистом из штата Виктория Эриком Батлером в 1946 году, вышла на общенациональный уровень в 1960 году. Батлер был сторонником нацистов как во время Второй мировой войны, так и после её окончания.
Начиная с 1950-х Лига вела активную пропагандистскую деятельность.
В 1980-е годы Лига боролась против законопроекта о предоставлении аборигенам государственных земель. В пропаганде Лиги, направленной на сельские фермерские общины, утверждалось, что в случае принятия такого законопроекта, их собственность будет конфискована, а аборигены создадут на этих территориях суверенные государства, которые послужат плацдармом для захвата Австралии коммунистами.
В 1990-е Лига поддерживала британского отрицателя Холокоста Дэвида Ирвинга и помогала ему посещать Австралию; издательство Лиги Veritas публиковало работы Ирвинга.
Лига играет доминирующую роль на правом фланге австралийской политики, в её составе примерно 2000 активистов. Veritas — издательская компания Лиги, которая выпускает еженедельный информационный бюллетень On Target.

## Идеология
Взгляды Батлера были основаны на идее социального кредита, разработанной в 1930-е годы британским экономистом Клиффордом Дугласом и включавшей в себя теорию заговора о стремлении евреев к мировому господству через присвоение реальной власти финансистами. Батлер был автором антисемитской книги «Международное еврейство», опубликованного его собственным издательством New Times в 1946 году.
Некоторые источники считают Лигу неонацистской организацией, другие находят существенные отличия её идеологии от неонацизма. Так, Джеймс Салем в исследовании политики ультраправых в Австралии пишет, что при создании Лиги декларировались следующие принципы: защита конституционных прав, свободы личности, принципа свободного предпринимательства, противодействие коммунизму и социализации, а также поддержка Атлантической хартии. Комиссия по правам человека и равным возможностям Австралии описывает Лигу как наиболее «влиятельную и эффективную, а также наиболее организованную и наиболее финансируемую расистскую организацию в Австралии». Эту оценку разделяли некоторые парламентарии. Лига выступает в поддержку политики «белой Австралии».
Батлер считал, что иудаизм угрожает христианству, стремился путём отрицания Холокоста реабилитировать соучастие христианского мира в геноциде евреев. Эта организация начала активную пропаганду отрицания Холокоста до того, как отрицание набрало обороты в Европе и Северной Америке в 1970-е годы.
Лига считает евреев проводниками коммунизма, таким образом антисемитизм и антикоммунизм дополняют друга друга в политике этой организации. Коммунизм обозначается Лигой как «еврейское движение». Ирландский правозащитник Киаран О Маолайн в справочнике The Radical Right: A World Directory характеризует Батлера как «одного из ведущих антисемитских пропагандистов послевоенного мира».